# Handball aux Deaflympics
Le handball aux Deaflympics d'été est une discipline olympique depuis les Deaflympics d'été de 1969 à Belgrade. Les champions en titre sont chez les hommes le Croatie et chez les femmes les Danemark.

## Palmarès

### Hommes
Le tableau suivant retrace pour chaque édition de la compétition le palmarès du tournoi et la nation hôte.
| N° | Édition                   | Ville hôte   | Or          | Argent      | Bronze     |
| -- | ------------------------- | ------------ | ----------- | ----------- | ---------- |
| 1  | Deaflympics d'été de 1969 | Belgrade     | Yougoslavie | Suède       | Italie     |
| 2  | Deaflympics d'été de 1973 | Malmö        | Yougoslavie | Norvège     | Danemark   |
| 3  | Deaflympics d'été de 1977 | Bucarest     | Yougoslavie | Danemark    | Suède      |
| 4  | Deaflympics d'été de 1981 | Cologne      | Yougoslavie | Italie      | Danemark   |
| 5  | Deaflympics d'été de 1985 | Los Angeles  | Yougoslavie | Suède       | Danemark   |
| 6  | Deaflympics d'été de 1989 | Christchurch | Suède       | Italie      | États-Unis |
| 7  | Deaflympics d'été de 1993 | Sofia        | Allemagne   | Islande     | Croatie    |
| 8  | Deaflympics d'été de 1997 | Copenhague   | Italie      | Croatie     | États-Unis |
| 9  | Deaflympics d'été de 2001 | Rome         | Croatie     | Yougoslavie | États-Unis |
| 10 | Deaflympics d'été de 2005 | Melbourne    | Croatie     | États-Unis  | Allemagne  |
| 11 | Deaflympics d'été de 2009 | Taipei       | Croatie     | Serbie      | Allemagne  |
| 12 | Deaflympics d'été de 2013 | Sofia        | Croatie     | Serbie      | Allemagne  |

### Femmes
Le tableau suivant retrace pour chaque édition de la compétition le palmarès du tournoi et la nation hôte.
| N° | Édition                   | Ville hôte | Or          | Argent          | Bronze |
| -- | ------------------------- | ---------- | ----------- | --------------- | ------ |
| 1  | Deaflympics d'été de 1969 | Belgrade   | Yougoslavie | Tchécoslovaquie | Italie |
| 2  | Deaflympics d'été de 2001 | Rome       | Danemark    | États-Unis      | Italie |

## Records
- La Yougoslavie a remporté 5 fois consécutives, le plus de victoires dans le tournoi masculin, de 1969 à 1985.

## Tableau des médailles
| Rang | Nation      | Or | Argent | Bronze | Total |
| ---- | ----------- | -- | ------ | ------ | ----- |
| 1    | Yougoslavie | 5  | 1      | 0      | 6     |
| 2    | Croatie     | 4  | 1      | 1      | 6     |
| 3    | Suède       | 1  | 2      | 1      | 4     |
| 3    | Italie      | 1  | 2      | 1      | 4     |
| 5    | Allemagne   | 1  | 0      | 3      | 4     |
| 6    | Serbie      | 0  | 2      | 0      | 2     |
| 7    | Danemark    | 0  | 1      | 3      | 4     |
| 7    | États-Unis  | 0  | 1      | 3      | 4     |
| 9    | Islande     | 0  | 1      | 0      | 1     |
| 9    | Norvège     | 0  | 1      | 0      | 1     |

| Rang | Nation          | Or | Argent | Bronze | Total |
| ---- | --------------- | -- | ------ | ------ | ----- |
| 1    | Danemark        | 1  | 0      | 0      | 1     |
| 1    | Yougoslavie     | 1  | 0      | 0      | 1     |
| 3    | États-Unis      | 0  | 1      | 0      | 1     |
| 4    | Tchécoslovaquie | 0  | 1      | 0      | 1     |
| 5    | Italie          | 0  | 0      | 2      | 2     |